# Jacques Aïta
Jacques Aïta, né le 23 septembre 1944 à La Planche (Loire-Inférieure) et décédé le 30 juillet 1990 à Saint-Vincent-Sterlanges, était un pilote automobile français d'autocross puis de rallycross, entre 1972 et 1989.

## Biographie
Après sept saisons d'autocross effectuées jusqu'en 1978, il dispute la suite de sa carrière en rallycross entre 1979 et 1989, successivement sur Porsche 911 SC, Volkswagen Coccinelle 1303 TC, Alfa Romeo Alfetta GTV6, Audi Quattro A2 10S (4 saisons jusqu'en 1987), et enfin Volkswagen Golf 2 GTI 16S en 1989.
Il décède lors d'un accident de la circulation, au retour d'une compétition qu'il suivait à Faux près de Bergerac.

## Palmarès

### Titres
- Champion de France de rallycross en 1985, sur Audi Quattro A2 10S;
  - 3e du championnat de France de rallycross en 1981 (sur Porsche 911 SC et surtout Coccinelle 1303 turbo), puis  1986 (sur Audi Quattro A2 10S);
  - 3e du championnat de France d'autocross[4], en 1977 (moteur Gordini 1,3 L.).

### Victoires en championnat de France de rallycross
D1 (Tourisme >1.6L.):
- 1981 (6, sur VW): Lohéac, Alançon-Essay 1, Saint-Junien Limousin, Marville, Alsace, et Mayenne;
- 1982 (3, sur AR): Luneville, Alançon-Essay 2, et Saint-Junien Limousin;
- 1983 (1, sur AR): Alançon-Essay 1 (et Lédenon hors championnat);

D2 (>1.6L., sur Audi):
- 1984 (2): Lohéac, et Mayenne;
- 1985 (5): Lédenon, Essay, Metz-Juville, Mayenne, et Saint-Junien;
- 1986 (3): Le Creusot, Lessay, et Lohéac.